# ハモリズム
『ハモリズム』は、ゴスペラーズのメジャーデビュー後12枚目のオリジナルアルバム。2011年6月8日に発売された。販売元はKi/oon Records。

## 概要
前作『Hurray!』以来、約2年3か月ぶりのオリジナルアルバムである。アルバムタイトルは、「ハモリ」+「イズム」（ハモリ主義）で、メンバーの造語である。
初回限定盤と通常盤の2種類でリリースされており、初回限定盤には特典映像として「ゴスペラーズが”ハモリ倶楽部　響(HIBIKI)”であの人に出会った！」が収録されたDVDが付属している。

## 収録曲

### CD
1. NEVER STOP [3:59]
  - 作詞・作曲・編曲：村上てつや

39thシングル曲。
2. 愛のシューティング・スター [4:55]
  - 作詞：山田ひろし／作曲：酒井雄二、村上てつや／編曲：YANAGIMAN

37thシングル曲。
3. BLUE BIRDLAND [4:17]
  - 作詞：只野菜摘／作曲：松本圭司、多胡淳、北山陽一／編曲：松本圭司
4. なんどでも [5:00]
  - 作詞・作曲：黒沢薫／編曲：柿崎洋一郎
5. Shall we dance? [3:49]
  - 作詩：安岡優／作曲：北山陽一／編曲：竹本健一
6. Oh Girl [4:06]
  - 作詩・作曲：安岡優／編曲：亀田誠治
7. 見つめられない [5:01]
  - 作詞：山田ひろし／作曲：酒井雄二／編曲：YANAGIMAN
8. 恋のプールサイド [4:37]
  - 作詞：BANANA ICE／作曲：黒沢薫／編曲：井上艦
9. 明日 [5:06]
  - 作詞：MIZUE／作曲：妹尾武、北山陽一／編曲：窪田ミナ
10. 冬響 [4:47]
  - 作詞：山田ひろし、酒井雄二／作曲：酒井雄二／編曲：前嶋康明

38thシングル曲。
11. Dreamin' [4:10]
  - 作詞：田中秀典／作曲：村上てつや、妹尾武／編曲：平田祥一郎

### DVD（初回生産限定盤のみ）
1. ゴスペラーズが"ハモリ倶楽部 響(HIBIKI)"で、あの人に出会った！

## 演奏
- YANAGIMAN
  - All Programming (#2.7)
  - Other Instruments (#7)
- 西脇辰弥：Strings Arrangement (#2)
- 今野均ストリングス：Strings (#2)
- 奥田健治：Guitars (#2.7)
- エリック・ミヤシロ：Trumpet (#2)
- フレッド・シモンズ：Trombone (#2)
- 小池修：Tenor Saxophone (#2)
- 松本圭司：Piano (#3)
- 福原将宜：Guitars (#3.11)
- 須藤満：Bass (#3)
- 大坂昌彦：Drums (#3)
- 柿崎洋一郎：All Programming & Other Instruments (#4)
- 妹尾武：Additional Chorus Arrangement (#4)
- 近田潔人：Guitars (#4)
- 庵原良司：Flute (#4)
- 竹本健一：All Programming & Other Instruments (#5)
- 伊原広志：Guitars (#5)
- 亀田誠治：Bass, All Programming & Other Instruments (#6)
- 佐橋佳幸：Guitars (#6)
- 皆川真人：Piano (#6)
- 河村智康：Drums (#6)
- 豊田泰孝：Manipulator (#6)
- 井上鑑：All Programming & Other Instruments (#8)
- 窪田晴男：Guitars, Bass (#8)
- 窪田ミナ：All Programming, Piano (#9)
- 杉野裕ストリングス：Strings (#9)
- 前嶋康明：All Programming & Other Instruments (#10)
- 石成正人：Guitars (#10)
- 平田祥一郎：All Programming & Other Instruments (#11)
- 山崎洋：Bass (#11)